# Ludiente
Ludiente (em castelhano e oficialmente) ou Lludient (em valenciano) é um município da Espanha na província de Castelló, Comunidade Valenciana. Tem 31,4 km² de área e em 2021 tinha 155 habitantes (densidade: 4,9 hab./km²).

## Demografia
| Variação demográfica do município entre 1991 e 2004 | Variação demográfica do município entre 1991 e 2004 | Variação demográfica do município entre 1991 e 2004 | Variação demográfica do município entre 1991 e 2004 |
| --------------------------------------------------- | --------------------------------------------------- | --------------------------------------------------- | --------------------------------------------------- |
| 1991                                                | 1996                                                | 2001                                                | 2004                                                |
| 265                                                 | 235                                                 | 209                                                 | 206                                                 |